# Saint-Franchy
Saint-Franchy település Franciaországban, Nièvre megyében. Lakosainak száma 80 fő (2022. január 1.). Saint-Franchy Crux-la-Ville, Lurcy-le-Bourg, Moussy, Oulon, Sainte-Marie és Saint-Saulge községekkel határos.

## Népesség
A település népessége az elmúlt években az alábbi módon változott:
| Lakosok száma | 73   | 74   | 77   | 74   | 75   | 77   | 78   | 78   | 80   |
|               | 2013 | 2015 | 2016 | 2017 | 2018 | 2019 | 2020 | 2021 | 2022 |